# Ordinariato di Spagna per i fedeli di rito orientale
L'ordinariato di Spagna per i fedeli di rito orientale (in latino: Ordinariatus Hispaniae) è una sede della Chiesa cattolica in Spagna immediatamente soggetta alla Santa Sede. Nel 2023 contava 75.800 battezzati. È retto dal cardinale José Cobo Cano.

## Territorio
L'ordinariato ha giurisdizione sui fedeli cattolici di rito orientale che abitano sul territorio spagnolo. In particolare, nel Paese esistono comunità di fedeli orientali appartenenti a tre Chiese: la Chiesa greco-cattolica rumena, la Chiesa greco-cattolica ucraina e la Chiesa cattolica siro-malabarese.
Sede dell'ordinario è la città di Madrid.

## Storia
L'ordinariato è stato eretto da papa Francesco il 9 giugno 2016 con il decreto Nobilis Hispaniae natio della Congregazione per le Chiese orientali.

## Cronotassi degli ordinari
Si omettono i periodi di sede vacante non superiori ai 2 anni o non storicamente accertati.
- Carlos Osoro Sierra (9 giugno 2016 - 1º marzo 2024 ritirato)
- José Cobo Cano, dal 1º marzo 2024

## Statistiche
L'ordinariato nel 2023 contava 75.800 battezzati.
| anno | popolazione | popolazione | popolazione | presbiteri | presbiteri | presbiteri | presbiteri                | diaconi | religiosi | religiosi | parrocchie |
| anno | battezzati  | totale      | %           | numero     | secolari   | regolari   | battezzati per presbitero | diaconi | uomini    | donne     | parrocchie |
| ---- | ----------- | ----------- | ----------- | ---------- | ---------- | ---------- | ------------------------- | ------- | --------- | --------- | ---------- |
| 2019 | 75.200      |             |             | 48         | 45         | 3          | 1.567                     |         | 3         |           | 2          |
| 2021 | 75.900      |             |             | 48         | 45         | 3          | 1.581                     |         | 3         |           | 2          |
| 2023 | 75.800      |             |             | 49         | 47         | 2          | 1.546                     |         | 2         | 2         | 3          |